# 1792 contract rifle

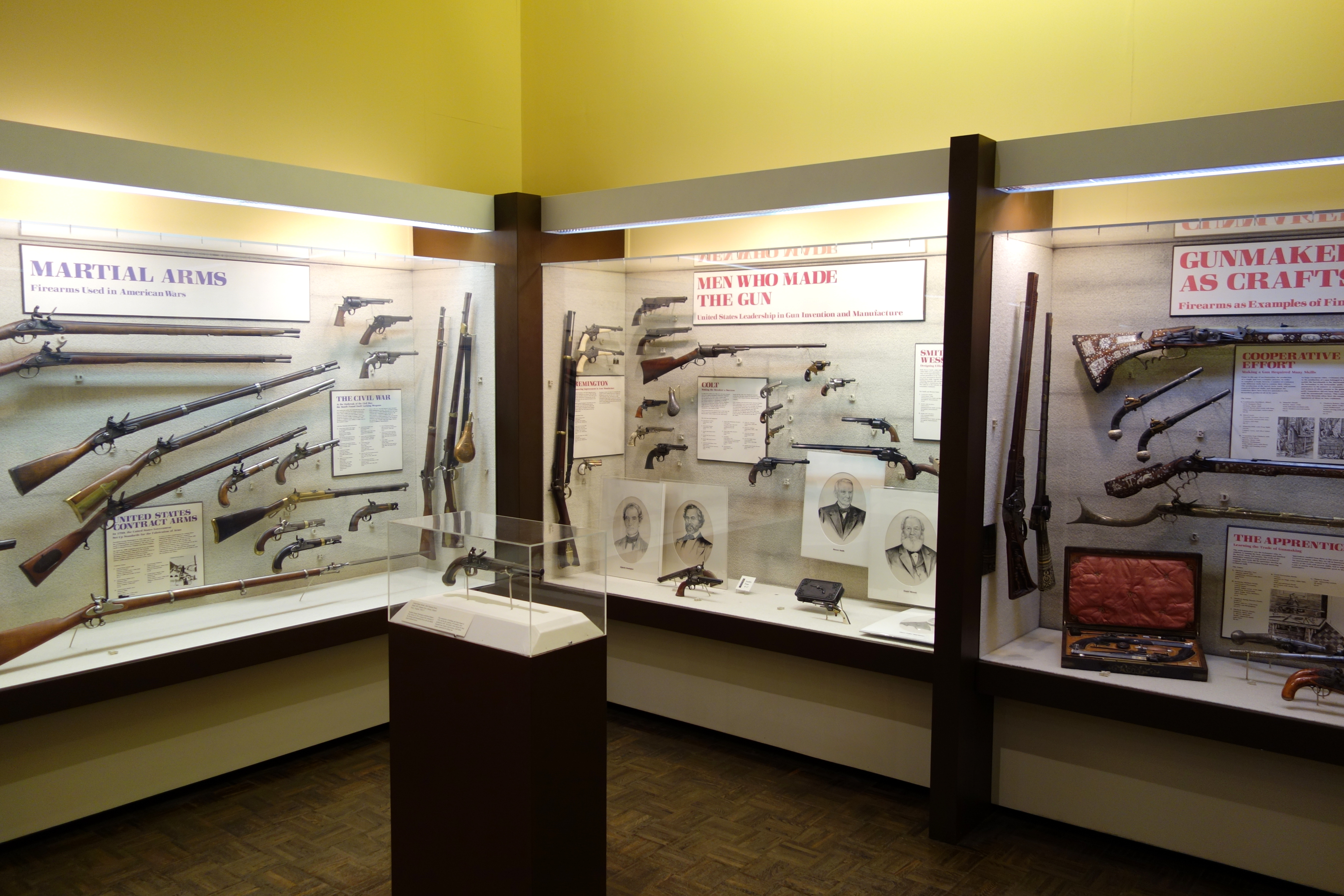
Vários contract rifle em exibição no Huntington Museum of Art.

1792 contract rifle não é um modelo específico de arma, ao contrário, é uma forma moderna de categorizar uma coleção de rifles comprados pelo governo dos Estados Unidos naquele ano. Os 1792 contract rifle são do tipo Pensilvânia-Kentucky com um cano octogonal de 42 polegadas de comprimento no calibre .49, com uma patch box embutida na coronha. O que os distingue dos rifles civis é que foram comprados pelo governo sob contrato militar, e tinham custo unitário de US$ 12,00.

## Histórico
Antes de os militares dos Estados Unidos usarem armas padronizadas com peças intercambiáveis, eles compraram rifles que são difíceis de distinguir de seus equivalentes civis. O processo foi semelhante ao de hoje, em que o governo solicita armamento com determinadas especificações e, a seguir, encontra um fabricante para construí-lo. Em 1792, havia necessidade de rifles e um contrato foi firmado com os armeiros de Lancaster, Pensilvânia, para entrega desses rifles.
Em janeiro de 1792, Henry Knox, o Secretário da Guerra do período, autorizou o ex-general Edward Hand a contratar fabricantes de rifles. Os rifles deveriam ser entregues em lotes de 100 o mais rápido possível. Ele disse ao General Hand que o contrato era para 500 fuzis, mas que ele estava disposto a estendê-lo para 1.000.
O contrato de 1792 especificava rifles com um cano de 44 1/2 polegadas de comprimento no calibre .47. Isso foi modificado para um cano de 42 polegadas no calibre .49, com uma coronha de boa madeira e bem trabalhada além de um mecanismo de pederneira "with a fly" (jargão para rapidez no acionamento). Onze armeiros diferentes assinaram o contrato, entregando 1.476 rifles entre abril e dezembro de 1792. Um segundo contrato para o mesmo tipo de arma ocorreu em 1794. Dezessete armeiros entregaram 2.000 rifles em novembro de 1794.
Esses fuzis distribuídos por militares ou milícias eram de estilo civil e tem sido muito difícil para os colecionadores identificá-los neste contrato. No entanto, os militares os distribuíram para as tropas regulares e milícias e os chamaram de volta aos arsenais conforme necessário. Edward Flanagan, que escreveu um artigo sobre os contract rifle de 1792 e 1807, afirmou acreditar que as armas foram marcadas pelo governo dos EUA, uma lição aprendida com roubos de armas durante a Guerra Revolucionária. Ele apontou para um selo "EUA" no cano de uma arma conhecida por ter sido um rifle contratado.
Um segundo contract rifle foi identificado, o "1807 contract rifle", que tem especificações diferentes das armas de 1792 e 1794.

### Lewis e Clark
Antes de sua viagem exploratória, a Expedição de Lewis e Clark obteve rifles do Harper's Ferry Arsenal. O site do Exército dos EUA menciona a aquisição dos rifles, dizendo que havia 300 dos fuzis de 1792 ou 1794 contratados no arsenal naquela época. O site do Exército também se refere a especulações modernas de que as mudanças feitas por Lewis nos contract rifle (incluindo zarelhos, encurtando o cano para 33-36 polegadas e rebaixando-os para um calibre maior), levaram ao design do US Model 1803, criado seis meses depois.